# سعدان بن نصر
سعدان بن نصر بن منصور، أبو عثمان، الثقفي البغدادي البزاز، واسمه سعيد ولكن غلب عليه اسم سعدان، (تُوفي سنة 265 هـ) وهو إمام عالم صدوق، من الثقات.

## روايته للحديث النبوي
- سمع: سفيان بن عيينة وأبا معاوية ووكيع بن الجراح ومعتمر بن سليمان الرقي ومعاذ بن معاذ وعلي بن عاصم وأبا قتادة عبد الله بن واقد وشجاع بن الوليد وسلم بن سالم البلخي وعمر بن شبيب المسلي وشبابة بن سوار ومحمد بن مصعب القرقساني وموسى بن داود الضبي وطائفة.
- حدث عنه: أبو بكر بن أبي الدنيا ويحيى بن صاعد وأبو عبد الله المحاملي وأبو جعفر بن البختري وأبو عوانة في «صحيحه» وإسماعيل الصفار وأبو بكر الخرائطي وخلق سواهم.[1]
- الجرح والتعديل: قال أبو حاتم الرازي: «صدوق»، وقال ابن أبي حاتم الرازي: «صدوق»، وقال الدارقطني: «ثقة مأمون»، وقال الذهبي: «المحدث الصدوق».[3]